# 11115 Kariya
11115 Kariya este un asteroid din centura principală de asteroizi.

## Descriere
11115 Kariya este un asteroid din centura principală de asteroizi. A fost descoperit pe 21 noiembrie 1995 la Kuma Kogen de Akimasa Nakamura. El prezintă o orbită caracterizată de o semiaxă mare de 3,10 ua, o excentricitate de 0,15 și o înclinație de 6,1° în raport cu ecliptica.